# Michael D. O'Brien
Michael D. O'Brien (geboren in 1948 in Ottawa) is een rooms-katholieke auteur, kunstenaar, en regelmatig essayist en docent geloof en cultuur, woonachtig in Combermere, Ontario, Canada. 
O'Brien is autodidact en heeft geen academische achtergrond. De boeken van Michael O'Brien zijn gepubliceerd in een aantal vreemde talen, waaronder Kroatisch, Tsjechisch, Frans, Duits, Italiaans, Pools, Spaans, Zweeds en Litouws. Hij is getrouwd en heeft zes kinderen.
Michael O'Brien is vooral bekend geworden door zijn serie apocalyptische romans die gezamenlijk de titel Children of the Last Days dragen. De best verkochte eerste roman in de serie, Father Elijah: An Apocalypse (Ignatius Press, 1996), vertelt het verhaal van een Joodse overlevende van de Holocaust, David Schäfer genaamd, die zich tot het katholicisme bekeert, een karmelitische priester wordt en de naam Father Elijah aanneemt.